# Théâtre Giacosa
La théâtre Giacosa (en italien : Teatro Giacosa) est un théâtre d'Ivrée au Piémont.

## Histoire
En 1829, l'administration municipale d'Ivrée confie à l'architecte Maurizio Storero la tâche de concevoir un nouveau théâtre pour la ville. Storero choisit de se conformer au modèle du théâtre à l'italienne, consistant en une salle en forme de fer à cheval avec des balcons. Les travaux de construction ont lieu entre 1833 et 1834, tandis que l'inauguration a lieu le 5 juillet 1834 lors des célébrations de la fête patronale de la Saint-Savin avec trois représentations d'opéra : Giulietta e Romeo et La gioventù di Enrico IV, tous deux de Nicola Vaccai, et Il nuovo Figaro de Luigi Ricci.

## Description
Le bâtiment, situé dans le centre historique d'Ivrée, présente une façade néoclassique ornée d'un grand fronton rectangulaire où est peint le blason de la ville.